# Šnjegotina Velika
Šnjegotina Velika (cyr. Шњеготина Велика) – wieś w Bośni i Hercegowinie, w Republice Serbskiej, w gminie Čelinac. W 2013 roku liczyła 534 mieszkańców.